# Yakuno
Yakuno (夜久野町, Yakuno-chō) est un ancien bourg de la préfecture de Kyoto, ayant existé jusqu'au 1er janvier 2006, date de son intégration dans la ville de Fukuchiyama en même temps que les bourgs de Miwa et d'Ōe. Il faisait partie du district d'Amata.

## Géographie

### Topographie et hydrographie
Le bourg de Yakuno se trouve dans le nord-ouest de la préfecture de Kyoto. Il peut être séparé en trois régions, ceux de « Yakuno haut » (上夜久野), « Yakuno centre » (中夜久野) et « Yakuno bas » (下夜久野), du nom des trois villages qui le composaient. Situé dans le district d'Amata, il constitue maintenant la partie ouest de Fukuchiyama. La rivière Maki (ja) (牧川), un affluent du fleuve Yura, traverse le bourg vers l'est et la plupart des habitations et des champs agricoles se trouvent le long de cette rivière. La partie ouest se trouve dans le plateau volcanique (en) du mont Takura (ja) (田倉山 ou Takara (宝山)), que l'on nomme plaine de Yakuno (夜久野ヶ原).
En 1982, il occupait une superficie de 101,55 kilomètres carrés,. Il est de forme rectangulaire, mesurant environ 36 kilomètres d'est en ouest et 38 kilomètres du nord au sud, et est situé presque au centre de l'île de Honshū.

### Villes limitrophes

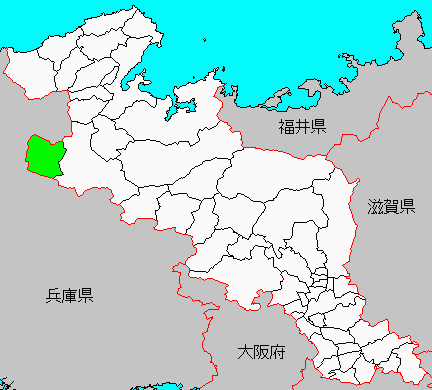
Localisation de Yakuno dans la préfecture de Kyoto (tracés territoriaux du 1 janvier 2006).

Entités territoriales limitrophes à la date de la fusion du 1er janvier 2006,,,. À sa fondation le 30 septembre 1956, Yakuno est entouré à partir du sud du bourg d'Aogaki (ja) (青垣町), du district de Hikami (ja) de la préfecture voisine de Hyōgo, du bourg de Santō (ja) (山東町) du district d'Asago (ja) de la préfecture de Hyōgo, du village de Kamiyakuno, du même district d'Amata, du bourg de Tantō (ja) (但東町) du district d'Izushi (ja) de la préfecture de Hyōgo, et de la ville de Fukuchiyama (福知山市),,. Le 1er janvier 1959, après avoir absorbé Kamiyakuno, Yakuno devient voisin du bourg de Wadayama (ja) (和田山町), du district d'Asago,. Le 1er novembre 2004, Aogaki et cinq autres bourgs fusionnent pour créer la ville de Tamba (丹波市), qui devient voisine de Yakuno. Le 1er avril 2005, Wadayama et Santō fusionnent avec deux autres bourgs pour former la ville d'Asago (朝来市), tandis que Tantō et quatre autres municipalités sont intégrées dans la ville de Toyooka (豊岡市). 

## Histoire
Yakuno est l'un des rares lieux au Japon où ont été trouvés des fossiles d'ammonites, dans le secteur de Nukatanooku (額田奥). Les fossiles, classés par les archéologues locaux dans l'espèce Yakunoceras nukatense (ヤクノセラス・ヌカタエンゼ), ont été découverts en 2016 et dateraient du Trias,,,. Le mont Takura, sur le territoire du bourg, aurait entré en éruption trois fois entre 400 000 et 300 000 ans avant notre ère, formant les colonnes basaltiques visibles à Yakuno.
L'actuel Yakuno fait historiquement partie du canton de Yaku (夜久郷) dans le comté d'Amata de la province de Tamba,. La plaine de Yakuno (夜久野ヶ原) aurait été selon le conte de l'Ōninki, un lieu d'affrontements importants durant la guerre d'Ōnin, dû à sa position à la frontière des provinces de Tamba et de Tajima. En juin 1467, une bataille a lieu entre Naitō Magoshirō (内藤 孫四郎) de la faction de l'Est, sous Hosokawa Katsumoto, et Ōtagaki Shinbei (太田垣 新兵衛), seigneur du château de Takeda, de la faction de l'Ouest. Durant la bataille, Magoshirō est défait et tué par Shinbei, et un monticule dans le secteur Ogura de Yakuno agit comme sépulture de Magoshirō, seigneur de Yagi. Durant l'époque d'Edo (1603-1868), l'actuel Yakuno est alors composé de treize villages, ceux d'Ida (井田村), Imanishinaka (今西中村), Hata (畑村), Nukata (額田村), Chihara (千原村), Sue (末村), Heki (日置村), Takauchi (高内村), Oyugo (大油子村), Ogura (小倉村), Hirano (平野村), Itō (板生村) et Nōmi (直見村), alors tous sous l'administration du domaine de Fukuchiyama (ja),.
Le 1er avril 1889, à l'adoption de la loi municipale moderne (ja), les treize villages sont fusionnés pour former les villages de Kamiyakuno (ja) (上夜久野村), qui regroupe Nōmi, Itō et Hirano, Nakayakuno (ja) (中夜久野村), qui regroupe Heki, Sue, Oyugo, Takauchi et Ogura, et de Shimoyakuno (ja) (下夜久野村), qui regroupe Ida, Imanishinaka, Chihara, Hata et Nukata,. Dès 1950, une fusion des trois villages est envisagée, mais Kamiyakuno, qui dispose alors de nombreuses forêts, rejette l'idée et considère alors continuer d'être indépendant. Additionnellement, certains secteurs de Nakayakuno veulent fusionner avec Shimoyakuno, mais deux autres secteurs de Kamiyakuno veulent aussi fusionner avec cette dernière, ce qui cause alors un différend entre les trois villages.
Le 30 septembre 1956, le bourg de Yakuno est créé par la fusion des villages de Kamiyakuno et Shimoyakuno,,. Il absorbe finalement Kamiyakuno le 1er janvier 1959,,. Le 28 août 1960, le symbole et le drapeau sont adoptés.
Le 1er janvier 2006, après des ententes entérinées en mai 2003 et après une requête déposée à la préfecture le 30 mars 2005, Yakuno et les bourgs de Miwa (三和町), du même district d'Amata, et d'Ōe (大江町), du district de Kasa, sont intégrés dans la nouvelle ville agrandie de Fukuchiyama.

## Éducation

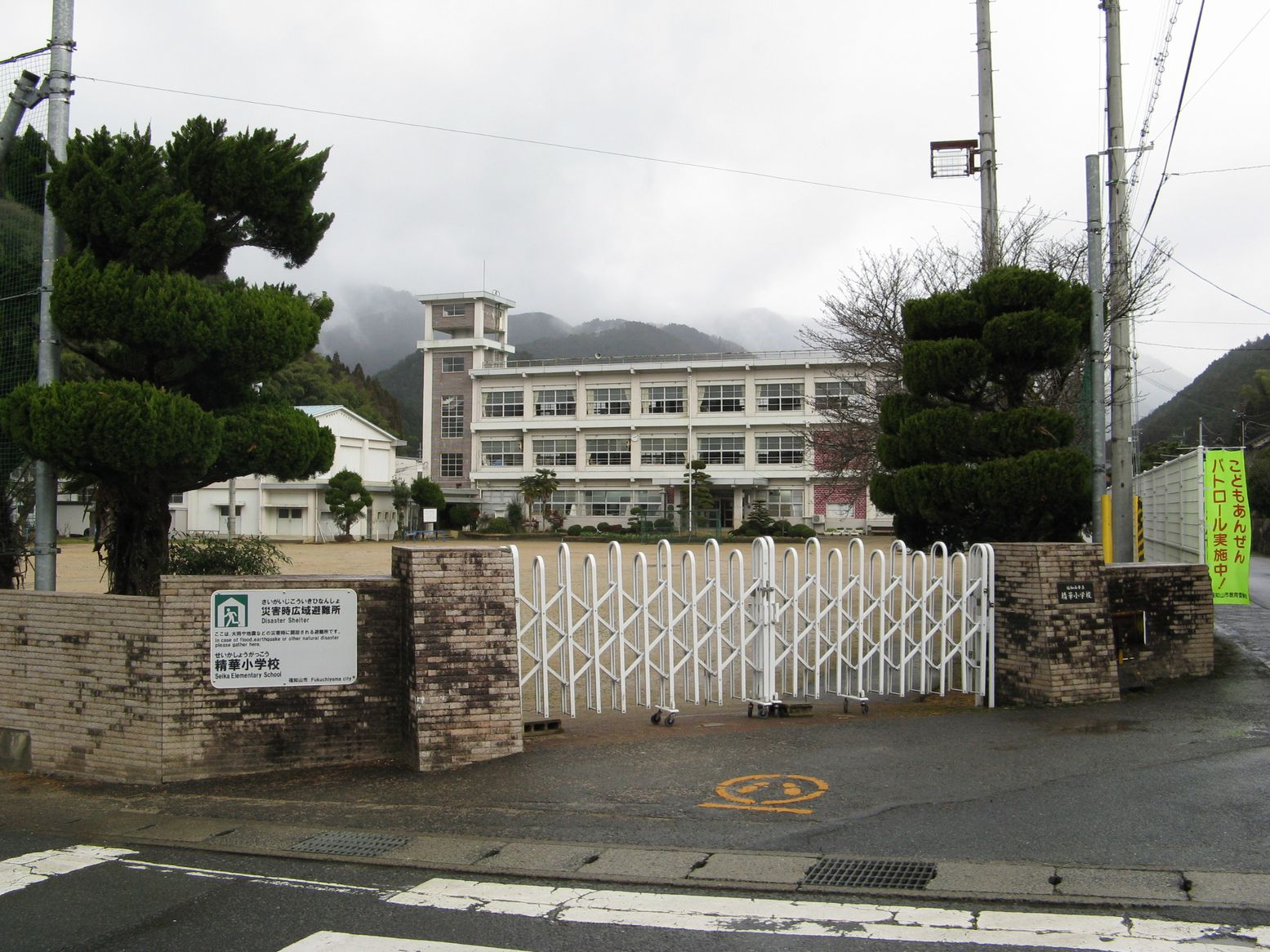
L'école primaire Seika.

On y trouvait trois écoles primaires, celles de Seika (夜久野町町立精華小学校), Meisei (夜久野町町立明正小学校) et Ikuei (夜久野町町立育英小学校), ainsi qu'un collège, celui de Yakuno (夜久野町町立夜久野中学校), qui ont tous fusionné à la fin de l'année scolaire 2013 pour former l'Académie Yakuno (ja) (夜久野学園), qui regroupe l'enseignement primaire et secondaire.

## Démographie
Après avoir fusionné avec Kamiyakuno en 1959, la population de Yakuno était de 9132 habitants. En 1982, il a une population de 6054 habitants. À la veille de la fusion en 2005, la municipalité ne compte plus qu'environ 4900 habitants, dû à une dépopulation qui a commencé dès 1980.
En 2024, les secteurs de Nōmi, Hirano et Itō, correspondant à l'ancien village de Kamiyakuno regroupaient 1445 habitants. Pour la même année, les secteurs de Heki, Sue, Ōyugo, Takauchi et Ogura, correspondant à l'ancien village de Nakayakuno, regroupaient 709 habitants, tandis que les secteurs d'Ida, Imanishinaka, Nukata, Hata et Chihara, correspondant à l'ancien village de Shimoyakuno, regroupaient 1350 habitants.

## Économie
L'économie de Yakuno est principalement centrée sur l'agriculture, concentrée le long de la vallée de la Maki, le reste du territoire étant majoritairement montagneux. On y pratique la culture de la châtaigne et du shiitaké, ainsi que l'élevage du bœuf Wagyu. La sériciculture a aussi été introduite à Yakuno, mais est en déclin depuis les années 1960.
Durant l'époque d'Edo, l'actuel Yakuno était aussi un important centre de production de laque et de vernis.

## Culture et patrimoine

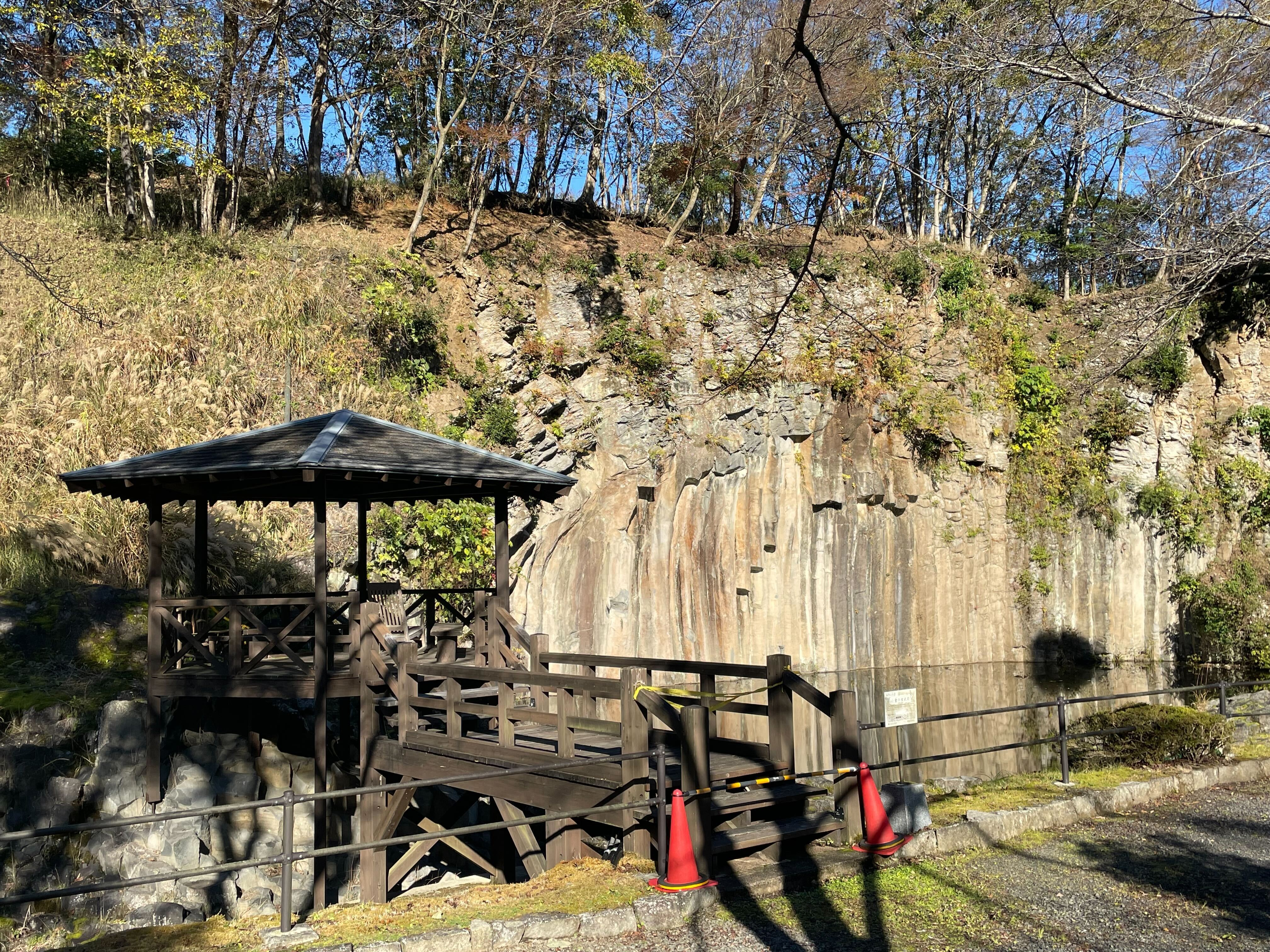
Les colonnes basaltiques de Yakuno.

On y trouve le parc des colonnes basaltiques de Yakuno (ja) (やくの玄武岩公園), un parc naturel classé au niveau préfectoral regroupant des colonnes de basalte résultant de la dernière éruption du mont Takura (ja) (田倉山). Au printemps, on peut voir une centaine de cerisiers pleureurs en fleurs au Centre d'écologisation de la préfecture de Kyoto (京都府緑化センター) à Yakuno. Centré sur le mont Takura, le parc du mont Takara (宝山公園) (un autre nom de la montagne) dispose de sentiers de randonnée pédestre et d'un belvédère, en plus de 88 statues bouddhiques en pierre.
À Yakuno se trouve aussi le musée du bois et de la laque de Yakuno (やくの木と漆の館), ouvert en 2000 dans la halte routière de Yakuno, un centre d'interprétation sur la laque du Tamba (丹波漆) avec des ateliers pour les visiteurs. La halte routière de Yakuno est elle-même un point d'arrêt à disposition des visiteurs, abritant en plus un marché agricole et des commerces de produits locaux. Le musée d'archéologie et d'histoire locale de Yakuno (夜久野町化石・郷土資料館) est ouvert dans le secteur Hirano et a des expositions de fossiles locaux trouvés près du mont Takura notamment.
De 2016 à 2020, le festival « Welcome » (うえるかむまつり), mélangeant un symposium de peinture et un événement de plantation d'arbre à laque, avait lieu à Yakuno. Le festival Nukata (ja) se déroule aussi dans le secteur éponyme de Yakuno.

## Transports
Yakuno est traversé par la ligne San'in de JR West, aux gares de Shimoyakuno (ja) (下夜久野駅) et de Kamiyakuno (ja) (上夜久野駅), ainsi que par la route nationale 9 (ja).

## Symboles
L'arbre municipal est le cyprès, tandis que la fleur municipale est l'azalée du Japon. Le symbole municipal est un « や » (hiragana pour « Ya » dans « Yakuno ») stylisé symbolisant l'unité.